# Megažralok vs. obří chobotnice
Megažralok vs. obří chobotnice (v anglickém originále Mega Shark Versus Giant Octopus) je britsko-americký akční katastrofický sci-fi film z roku 2009, který pod pseudonymem Ace Hannah napsal a natočil Jack Perez. V hlavních rolích se představili Deborah Gibson jako Emma MacNeilová a Lorenzo Lamas jako Allan Baxter. Snímek pojednává o lovu dvou obřích prehistorických tvorů, kteří byli objeveni u pobřeží Kalifornie a kteří začnou způsobovat krveprolití. Jedná se o první film ze série o Megažralokovi.
Z traileru se v polovině května 2009 stal virální hit. Snímek byl v USA vydán na DVD 19. května 2009 a od filmové kritiky se dočkal negativního přijetí. Server Rotten Tomatoes udělil snímku na základě 20 recenzí hodnocení 3,3 bodu z 10.